# 検査済証
検査済証（けんさずみしょう）とは、建築基準法7条5項及び7条の2 5項に規定されており、「建築物及びその敷地が建築基準関連規定に適合している」ことを証する文書。建築主事又は指定確認検査機関から交付される。
完了検査は、建築確認申請の必要な建築行為のうち、用途変更を除く全ての建築行為に義務づけられている。
完了検査申請書の提出後、係員による現地での完了検査、施工写真、試験成績書などのチェックを行い、建築基準法（建築基準関係規定を含む）に適合していることが確かめられた場合は検査済証が交付される。
通常は建築確認申請書（設計図書を含む）の通りに施工されていることを確認している。
検査済証は以前は3割程度しか取得されていなかったが、近年では融資を受けるために検査済証が必要である背景もあり、ほぼ全てにおいて検査済証が取得されている。